# Білогорла принія
Білогорла принія (Schistolais) — рід горобцеподібних птахів родини тамікових (Cisticolidae). Представники цього роду мешкають в Африці на південь від Сахари.

## Види
Виділяють два види:
- Принія білогорла (Schistolais leucopogon)
- Принія білоока (Schistolais leontica)